# Fiodor Denisow
Fiodor Pietrowicz Denisow (ros. Фёдор Петрович Денисов, ur. 1738, zm. 1803) – hrabia, generał-major rosyjskiej 
kawalerii.
Odznaczył się w czasie wojny rosyjsko-tureckiej 1768-1774 przeprowadzając serię śmiałych manewrów zaczepnych. Uczestnik wojny rosyjsko-szwedzkiej 1788-1790. W czasie insurekcji kościuszkowskiej dowodził korpusem rosyjskim operującym w Małopolsce. Dowodził rosyjskim lewym skrzydłem w bitwie pod Racławicami.
W 1793 król Stanisław August Poniatowski nadał mu Order Orła Białego.